# Paul von Hindenburg
Paul Ludwig Hans Anton von Beneckendorff und von Hindenburg (Posnan, 2 de outubro de 1847 – Neudeck, 2 de agosto de 1934) foi um militar alemão que comandou o Exército Imperial Alemão durante a Primeira Guerra Mundial e posteriormente serviu como Presidente da República de Weimar de 1925 até sua morte.
Hindenburg é geralmente lembrado como o homem que, como Presidente alemão, nomeou o líder nazista Adolf Hitler como Chanceler da Alemanha. Hitler e Hindenburg pessoalmente se detestavam, ele se referia a Hitler como um "cabo boêmio". Hitler, de forma repetida e forçada, pressionou Hindenburg para o nomear como Chanceler, mas este, continuamente, recusou o pedido.
Embora com 84 anos e a saúde precária, Hindenburg foi convencido a candidatar-se a Presidente para as eleições de 1932, pois era considerado como o único candidato que podia derrotar Adolf Hitler. Hindenburg foi reeleito na segunda volta. Embora se opusesse a Hitler, a deterioração da estabilidade política da República de Weimar permitiu-lhe ter um papel importante na ascensão ao poder do Partido Nazi. Hindenburg dissolveu o parlamento, por duas vezes, em 1932, e acabou por nomear Hitler como Chanceler da Alemanha em Janeiro de 1933. Em Fevereiro, emitiu o Decreto de Fogo do Reichstag que suspendia várias liberdades civis e, em Março, assinou a Lei de Concessão de Plenos Poderes de 1933 na qual o parlamento dava à administração de Hitler poderes legislativos. Hindenburg morreu no ano seguinte, após o qual Hitler declarou que o lugar de Presidente ficava vazio e, como "Führer und Reichskanzler", ele próprio era o Chefe de Estado.
O famoso zeppelin Hindenburg que foi destruído pelo fogo em 1937, recebeu o nome em sua homenagem, tal como o Hindenburgdamm, um causeway que liga a ilha de Sylt ao continente por Schleswig-Holstein, que foi construído com ele ainda em vida. A antiga cidade de Zabrze, na Província da Alta Silésia (em alemão:  Hindenburg O.S.), também foi renomeada em sua homenagem em 1915. O SMS Hindenburg, um cruzador de batalha da Marinha Imperial Alemã, em 1917, e o último navio a entrar ao serviço na Marinha Imperial, também receberam o seu nome. Em 1938 a Alemanha lança uma moeda comemorativa in memoriam a Paul von Hindenburg.

## Biografia

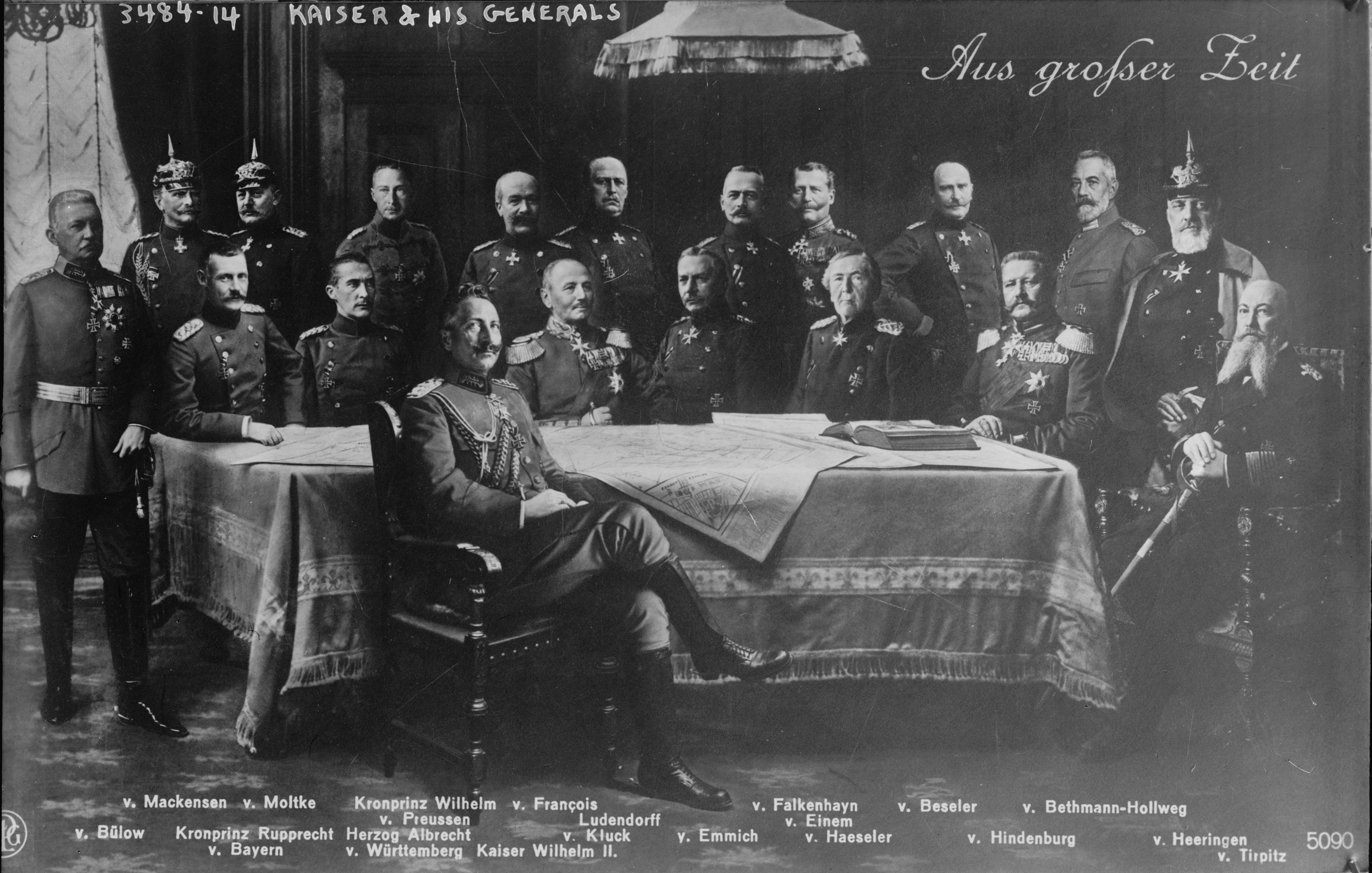
Kaiser Guilherme II e seus generais. Hindenburg é o quarto da direita para a esquerda.

Nasceu em Posen, no dia 2 de outubro de 1847. Era o primogênito de Robert von Beneckendorff und von Hindenburg, um conde e médico, e Louise Schwickart, de uma família aristocrática da Saxônia, descendente de Carlos Magno. Foi casado com Gertrud von Sperling (prima de Araci von Sperling), de quem teve: Oskar von Hindenburg, major do Exército, Irmgard Pauline, solteira e Annemarie von Hindenburg, casada com Christian von Pentz.
Educado na escola de cadetes de Berlim, Hindenburg entrou no exército prussiano em 1866, onde esteve cerca de 40 anos, servindo na Guerra das Sete Semanas e na Guerra Franco-Prussiana.
No início da Primeira Guerra Mundial, em agosto de 1914, já retirado da vida militar, aceitou comandar o 8º Exército Alemão na fronteira russa. Ele e o general Erich Ludendorff conseguiram uma estrondosa vitória sobre os russos na batalha de Tannenberg; nomeado marechal de campo em 1916, torna-se, com Ludendorff, responsável pela direcção de todas as forças alemãs. Em Março de 1917, Hindenburg estabeleceu um sistema de trincheiras através do Norte de França, conhecido pelo nome de "Linha Hindenburg", só ultrapassado pelos Aliados em Outubro de 1918.
Depois da guerra, retirou-se do exército pela segunda vez. Em 1920, nas suas memórias (Mein Leben, "Minha vida") explica que a derrota alemã na guerra teve origem numa revolução interna que pôs fim ao império alemão e estabeleceu a república em 1919.

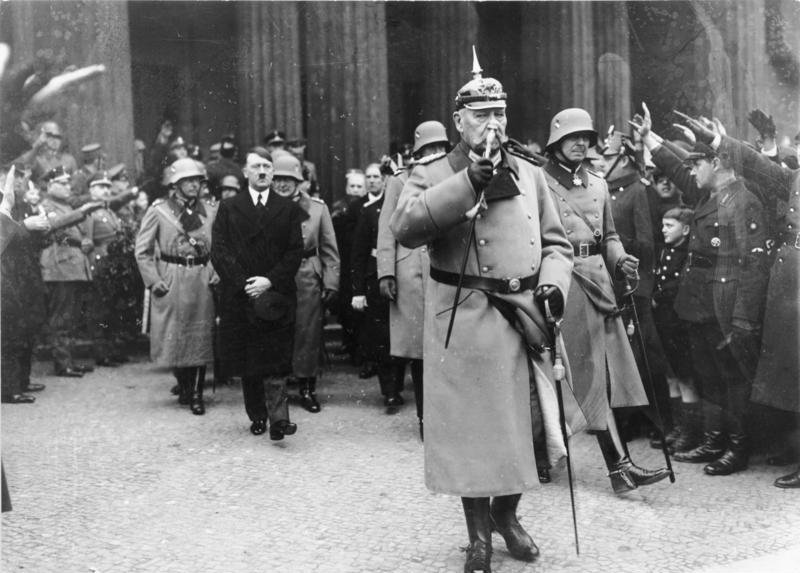
Presidente Hindenburg e Adolf Hitler em 23 de fevereiro de 1934

Em 1925 foi eleito presidente da República e, apesar de pretender a unidade da Alemanha, promoveu os interesses dos junkers prussianos, isto é, a aristocracia terratenente. Em 1932 - já com 84 anos de idade - voltou a concorrer às eleições presidenciais como o único candidato capaz de derrotar o partido nazi de Adolf Hitler, o que veio a acontecer.

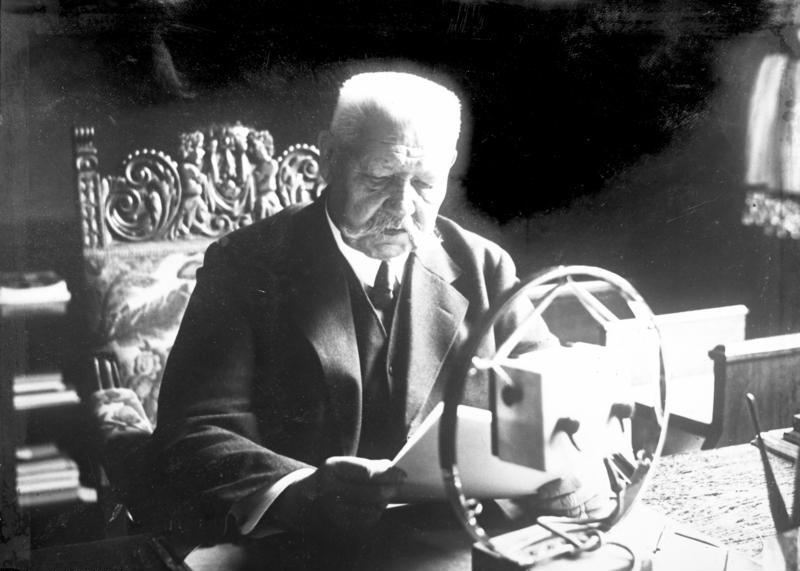
Hindenburg fazendo um discurso no rádio em 1932

Em fins de 1932 foi convencido por Franz von Papen a chamar Adolf Hitler à chancelaria. Em 30 de Janeiro de 1933, Hindenburg nomeia Hitler chanceler, a quem o Reichstag (Parlamento) viria a dar poderes ditatoriais; a partir de então, Hindenburg passou a ser uma simples figura decorativa no governo germânico.

Faleceu em 2 de agosto de 1934. Encontra-se sepultado em Elisabethkirche, Marburg, Hessen na Alemanha.